# ميلفيل جاكوبس
ميلفيل جاكوبس (بالإنجليزية: Melville Jacobs)‏ هو عالم إنسان أمريكي، ولد في 3 يوليو 1902، وتوفي في 31 يوليو 1971.